# Achille Duchêne
Pour les articles homonymes, voir Duchêne.
Achille Duchêne est un paysagiste français né à Paris 17e le 1er novembre 1866 et mort  à Paris 16e le 12 novembre 1947.
Fils du jardiniste Henri Duchêne (1841-1902), Achille Duchêne fut le paysagiste attitré de la haute société à la fin du XIXe siècle et à la Belle Époque. Il dessina plus de 6 000 jardins.

## Biographie
Achille Duchêne apprend de son père, avec qui il collabore très tôt, la science du tracé et de la perspective ainsi que des subtils nivellements de terrain. Admirateur d'André Le Nôtre, il ressuscite le jardin à la française et en diffuse le modèle dans le monde entier, jusqu'en Californie. Il supervise notamment la réalisation du jardin d'eau de Blenheim Palace (Angleterre) pour le duc de Marlborough.
Surnommé le « prince des jardins » par Ernest de Ganay, qui le fait travailler au château de Courances, il livre avec les parterres du château de Voisins à Saint-Hilarion, pour le comte Edmond de Fels, la réalisation considérée comme son chef-d'œuvre où « le paysage sert de toile de fond, comme un décor de théâtre ».
Constatant que les projets fastueux de la haute société se raréfient considérablement après la Première Guerre mondiale, Duchêne publie en 1935 Les Jardins de l'avenir, livre dans lequel il affirme qu'il n'y a plus d'avenir pour les grands parcs aristocratiques et qu'il faut désormais concevoir des jardins plus petits et plus faciles d'entretien. Il y livre sa conception de nouveaux types de parcs, comme le « jardin social ».
Il est marié à la militante féministe Gabrielle Duchêne.

## Principales réalisations

### Parcs de châteaux
- Château d'Abondant (Eure-et-Loir), pour Franklin Singer (?) vers 1902 ;
- Château d'Avrilly (Allier) ;
- Château de Breteuil (Yvelines) (avec son père Henri Duchêne) ;
- Château de Bouges (Indre), pour Henri Dufour, avec son père Henri Duchêne (1897-1909) ;
- Château de Bourlémont à Frebécourt (Vosges), jardin à la française pour le comte de Rohan-Chabot ;
- Château de Boutemont à Ouilly-le-Vicomte (Calvados), parc à la française de 3,5 hectares, pour le commodore Charles Drouilly, 1920 ;
- Parc du château de Condé-sur-Iton (Eure) ;
- Château de Champs-sur-Marne, pour le comte Louis Cahen d'Anvers (fin du XIXe siècle) ;
- Château de Cornusse (Cher) pour Henri Martin-Zédé ;
- Château de Courances, pour la marquise Jean de Ganay ;
- Nouveau Château de Dangu (Eure), pour le duc Pozzo di Borgo, 1899[3] ;
- Château d'Eijsden (près de Maastricht, Pays-Bas), pour le comte Marcel de Liedekerke de Pailhe, vers 1900 ;
- Château de La Jumellière (Maine-et-Loire) : 52 hectares, pour le comte de Maillé, avec son père Henri Duchêne ;
- Château de La Lorie ( Maine-et-Loire)(Touraine), pour le comte de Saint-Genys ;
- Château de Langeais ;
- Château de la Verrerie (Le Creusot), pour la famille Schneider (1904-1908) ;
- Château du Marais, pour le comte Boniface de Castellane (1903-1906) ;
- Château de Montgobert ;
- Château de Pontchartrain, pour le collectionneur Auguste Dreyfus ;
- Château des Perrais à Parigné-le-Pôlin (Sarthe), pour le marquis de Broc ;
- Château de Rosny-sur-Seine (Yvelines), pour Paul Lebaudy (fin du XIXe siècle) ;
- Château de Sassy (Orne) (vers 1920) ;
- Château du Saussay à Ballancourt-sur-Essonne pour les Bourbon-Busset ;
- Château de Vaulx de Chizeul (Saône-et-Loire) pour Léon Geoffray ;
- Château de Vaux-le-Vicomte, pour Alfred Sommier ;
- Château de Voisins à Saint-Hilarion (Yvelines), pour le comte Edmond de Fels ;
- Jardin d'eau de Blenheim Palace (Angleterre) pour le duc de Marlborough ;
- Château de Joyeux (Ain) pour Georges et Fernande Meillet-Montessuy ;
- Château de Suisnes (Seine-et-Marne), (avec son père Henri Duchêne) : parc à l'Anglaise de 17 hectares réalisé pour Jacques de Noirmont ;
- Jardin de l'hôtel Errazuriz (après 1911), actuel Musée national des Arts décoratifs, avenida del Libertador, 1902, à Buenos-Aires ;
- Parc du palais de Blenheim, lorsque sa propriétaire est Consuelo Vanderbilt.

### Autres jardins
- Jardin de l'hôtel Porgès, 18 avenue Montaigne à Paris (8e), pour Jules Porgès ;
- Jardins Albert-Kahn, Boulogne-Billancourt (Hauts de Seine) ;
- Jardins du palais Rose de l'avenue Foch pour le comte Boniface de Castellane ;
- Jardin du cloître de l'abbaye de Royaumont (1912), pour la famille Goüin ;
- Parc de Schoppenwihr à Bennwihr (Haut-Rhin), restauration pour le général baron de Berckheim ;
- Parc des Enclos ou parc Calouste Gulbenkian à Deauville (Calvados) ;
- Jardins de la villa Lou Sueil à Eze (Alpes maritimes), pour Jacques Balsan et Consuelo Vanderbilt ;
- Jardins du château de Nordkirchen, Allemagne.
- Parc du château d'Eijsden, Pays-Bas (vers 1900), pour le comte de Lidekerke.

## Hommages

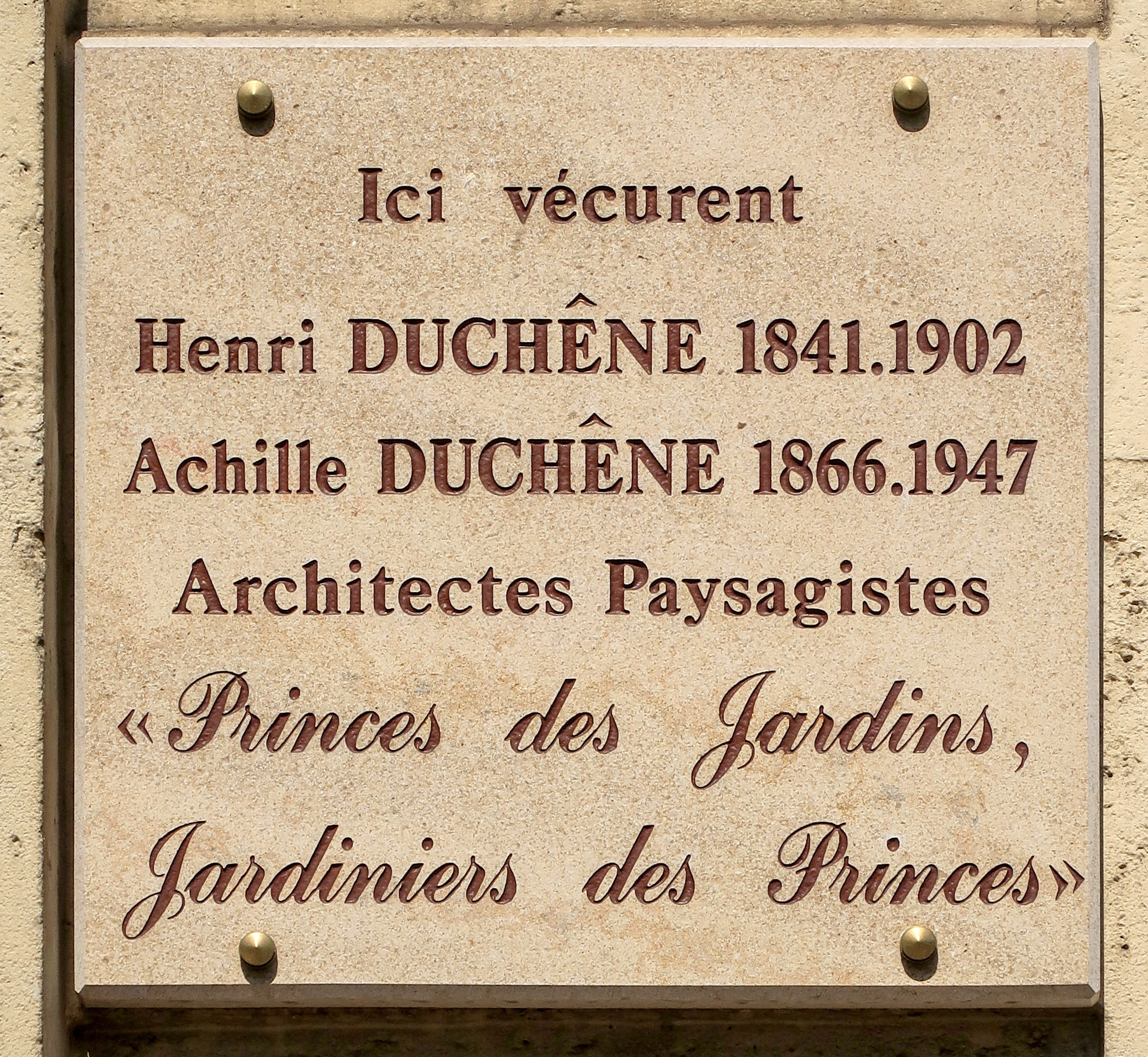
Plaque à Paris.

Un square Henri-et-Achille-Duchêne se trouve dans le 14e arrondissement de Paris.
Une plaque commémorative est apposée 10 avenue de New-York (16e arrondissement de Paris), où il vécut.

### Exposition
- Fabuleux jardins, le style Duchêne, 15 mars - 24 juin 2002, parc du château de Bagatelle.